# Isodactylactis affinis
Isodactylactis affinis is een Cerianthariasoort uit de familie van de Cerianthidae. De wetenschappelijke naam van de soort is voor het eerst geldig gepubliceerd in 1927 door Calabresi.